# Mademoiselle la Présidente
Pour plus de détails, voir Fiche technique et Distribution.
Mademoiselle la Présidente (La presidentessa) est une comédie italienne réalisé par Pietro Germi en 1952.
Ce film est tiré de la pièce de Maurice Hennequin et Pierre Veber, créée en 1912.

## Synopsis
L'action se passe à Paris. Gobette est chanteuse et danseuse vedette au Moulin Rouge. Un juge d'instruction mandaté par un président de tribunal de province est envoyé sur place à la suite de plaintes de citoyens pour outrages aux bonnes mœurs. Gobette parvint à le séduire et il passe une nuit d'amour ensemble si mouvementée que les voisins s'en plaignent. Le président Tricoin après avoir écouté le rapport du juge d'instruction et l'aveu de son écart, exige l'expulsion de Gobette. Celle-ci. Gobette n'est pas décidé à se laisser faire, apprenant que la femme et la fille du président sont absentes, elle se fait introduire chez lui et commence son travail de séduction. Mais voici que survient le garde des sceaux en tournée d'inspection. Gobette se fait passer pour la femme du président Tricoin, propose que l'on héberge le ministre pour la nuit et le séduit.
La suite se passe au ministère où le chef des huissiers prend un malin plaisir à contrarier son ministre. Ce dernier confie sa soirée amoureuse à son secrétaire et demande que l'on nomme Tricoin plus près de Paris afin qu'il puisse continuer à profiter des charmes de sa femme. La vraie Madame Tricoin arrive au ministère pour tenter d'obtenir (par tous les moyens) une promotion pour son mari. Le ministre la prend pour la femme de ménage et lui donne des cuivres à faire briller. Quand Gobette arrive au ministère, le garde des sceaux devient pressant et lui retire sa robe sur le canapé, mais l'huissier a dissimulé une sonnette sous les coussins. Il entre donc comme si on l'avait sonné. Gobette à demi nue se cache dans le bureau du secrétaire du ministre et le séduit. Un visiteur arrive et le garde des sceaux cache la robe de Gobette dans un meuble en bois destiné à être enlevé, ce qu'un livreur vient justement faire. Gobette ne pouvant s'enfuir sans robe, le garde des sceaux demande à la vraie Madame Tricoin qu'il prend toujours pour la femme de ménage d'enlever la sienne, celle-ci pense que cette demande est le prélude d'un épisode amoureux et s'empresse de le faire… La situation se complique encore avec l'arrivée de Tricoin ce qui fait que plus personne ne sait plus où il en est ni qui est qui, jusqu'à ce que les choses finissent par rentrer (mais en apparence seulement) dans l'ordre...

## Fiche technique
- Titre original : La presidentessa
- Réalisation : Pietro Germi
- Scénario : Aldo De Benedetti d'après l'œuvre de Maurice Hennequin et Pierre Veber
- Musique : Carlo Rustichelli
- Photographie : Leonida Barboni
- Genre : Comédie
- Format : noir et blanc
- Durée : 88 minutes
- Langue : Italien
- Dates de sortie :
  - Italie : 4 octobre 1952
  - France : 23 septembre 1953 (à Nice)

## Distribution
- Silvana Pampanini : Gobette, danseuse au Moulin rouge
- Carlo Dapporto : Cipriano Gaudet, le Garde des sceaux
- Ave Ninchi : Aglae Tricoin
- Luigi Pavese : Le président Tricoin
- Franco Coop : Marius, le chef des huissiers du ministère
- Aroldo Tieri: Luciano Pinglet, le juge d'instruction
- Aldo Bufi Landi : Ottavio Rosimond, le secrétaire du garde des sceaux
- Ernesto Calindri : Bienassis, un fonctionnaire
- Guglielmo Barnabò : L'aubergiste
- Franco Scandurra (en) : Le gendarme interprète
- Laura Gore : La cameriere des Tricoin
- Marilyn Buferd : Angelina, la précédente maîtresse de Gaudet
- Eva Vanicek : La fille des Tricoin
- Adriana Bisaccia
- Vittorio Mangano
- Nico Pepe
- Franco Pesce (en) : Un huissier du ministère

## Autour du film
- Bien qu'il s'agisse d'une comédie Italienne, l'action se passe à Paris et la chanson d'introduction "Je ne peux pas, je ne peux pas, je ne peux pas" est interprétée en français par Gobette
- Dans la grande tradition des pièces de Hennequin et Veber, le film est parsemé de personnages et de situations étranges, farfelues et poétiques comme la fille des Tricoin qui a perdu l'usage du français en recevant une balle de tennis au visage et qui ne parle plus que l'anglais, ou le rôle du gendarme traducteur.
- Il s'agit de l'une des nombreuses adaptations de l'œuvre de Hennequin et Veber, La Présidente, pièce en trois actes, représentée pour la première fois à Paris au Théâtre du Palais-Royal le 27 novembre 1912, jouée à Broadway en 1913 et 1914 sous le titre Madam President et porté au cinéma par Fernand Rivers en 1938 et par  Luciano Salce en 1977
- Le film inédit en salles en France est sorti en DVD sous le titre "Mademoiselle la Présidente" en 2008 chez SND/M6 vidéo